# 563
563 foi um ano comum do século VI que teve início e terminou a uma segunda-feira, segundo o Calendário Juliano. A sua letra dominical foi G.
| Ano completo                         |
| ------------------------------------ |
| Ano comum com início à segunda-feira |

## Nascimentos
- André de Cesareia, bispo e escritor, (m. 63767)

## Mortes
- 12 de dezembro — Finnian de Clonard, religioso irlandes